# دجاج بينيدسنكا
دجاج بينيدسنكا، (بالإنجليزية: The Penedesenca).
يعتبر دجاج بينيدسنكا Penedesenca من سلالات الدجاج التي نشأت في كاتالونيا الإسبانية، لالضبط في منطقة Vilafranca del Penedès ،فيلافرانكا ديل بينيدس ومنها جاءت تسمية هذه السلالة
يعرف اليوم هذا النوع من الدجاج ببيضه البني الداكن، ويقال أنه من بين أدكن أنواع بيض الدجاج على الإطلاق.

## التربية في المزرعة
يربى دجاج بينيدسنكا في المزارع لإنتاج البيض في الدرجة الأولى.